# NGC 2888
NGC 2888 é uma galáxia elíptica (E) localizada na direcção da constelação de Pyxis. Possui uma declinação de -28° 02' 10" e uma ascensão recta de 9 horas, 26 minutos e 19,6 segundos.
A galáxia NGC 2888 foi descoberta em 30 de Março de 1835 por John Herschel.